# Australian Workers Union
Australian Workers' Union (AWU, Unión de Trabajadores Australianos) es uno de los sindicatos australianos de trabajadores más grande y más antiguo. Su origen se remonta a los sindicatos fundados a finales del siglo XIX por pastores y mineros. De acuerdo con el último informe de la Australian Industrial Relations Commission, actualmente tiene unos 118.000 asociados. A lo largo del tiempo ha ejercido una poderosa influencia en las reivindicaciones sindicalistas australianas y en el Partido Laborista Australiano (en inglés: Australian Labor Party).

## Historia

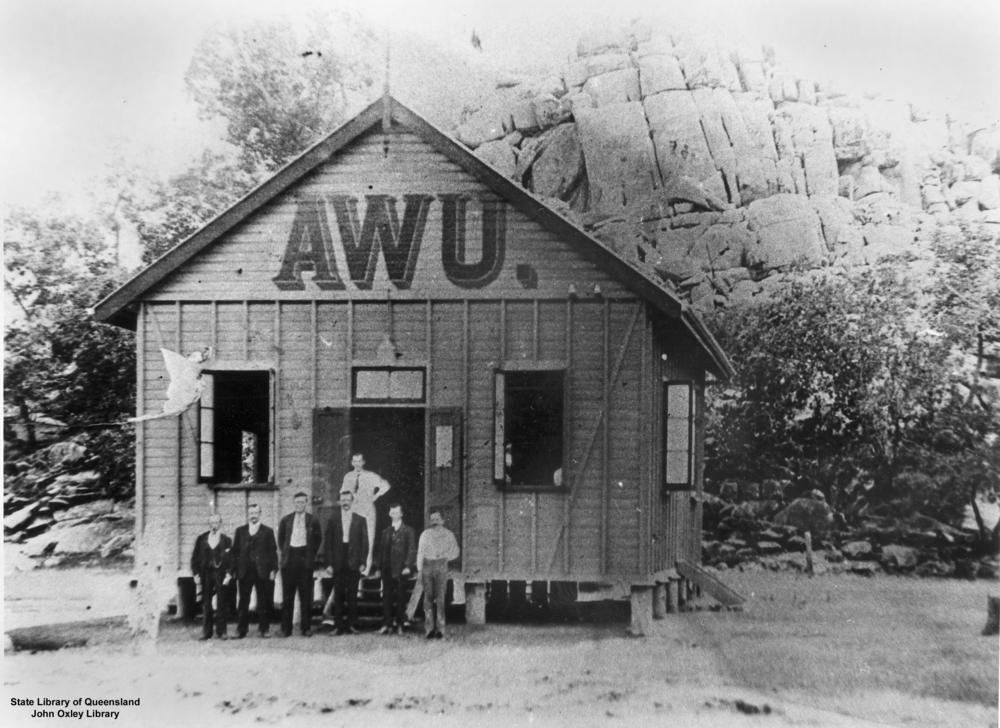
Sede del Australian Workers' Union en Chillagoe, Queensland, ca. 1915.

La AWU nació a partir de varios sindicatos anteriores, en particular del Australasian Shearers' Union, sindicato de esquiladores de Australia, fundado por William Spence, Alexander Poynton (más tarde diputado de la Cámara de Representantes de Australia), su hermano Charles Poynton y David Temple en Creswick, Victoria en 1886. Este sindicato se unió a los sindicatos de esquiladores en Bourke y Wagga Wagga, en Nueva Gales del Sur, para formar el Amalgamated Shearers Union of Australasia, Sindicato de Esquiladores Unidos de Australasia, en 1887. En 1894, este sindicato se fusionó con el Sindicato General de Trabajadores, que se había formado en 1891, para formar el nuevo Australian Workers' Union, Sindicato de Trabajadores de Australia.
El sindicato de esquiladores de Queensland, Queensland Shearers Union, formado en 1887, y el sindicato de trabajadores de Queensland, Queensland Workers Union, se fusionaron en 1891 para formar el Amalgamated Workers Union of Queensland, sindicato de trabajadores unidos de Queensland. En 1904, la AWUQ se fusionó con la AWU, para formar una unión con una membresía combinada de 34,000 miembros.

## Secretarios Generales de la AWU
| - William Spence 1894-1900 - Donald Macdonell 1900-1911 - Tom White 1911-1912 - Edward Grayndler 1912-1941 - Clarrie Fallon 1941-1943 - Beecher Hay 1943-1944 - Tom Dougherty 1944-1972 - Frank Mitchell 1972-1983 - Gill Barr 1983-1987 | - Errol Hodder 1987-1991 - Michael Forshaw 1991-1994 (Jointly from 1993) - Steve Harrison 1993-1997 (Jointly until 1996) - Ian Cambridge 1994-1996 (Jointly) - Vern Falconer 1997 - Terry Muscat 1997-2001 - Bill Shorten 2001-2007 - Paul Howes 2007-2014 - Scott McDine 2014-2016 - Daniel Walton 2016-present |